# Theodor Mayer (Historiker)
Theodor Mayer (* 24. August 1883 in Neukirchen an der Enknach (Oberösterreich), Österreich-Ungarn; † 26. November 1972 in Salzburg) war ein österreichischer Historiker und Wissenschaftsorganisator.
Mayers Denken und Handeln war großdeutsch geprägt. Nach einer Tätigkeit als Archivar von 1906 bis 1923 lehrte er als ordentlicher Professor für mittelalterliche Geschichte an den Universitäten Prag (1927–1930), Gießen (1930–1934), Freiburg (1934–1938) und Marburg (1938–1942).
In seinen Anfangsjahren trat er mit wirtschafts- und siedlungsgeschichtlichen Arbeiten hervor. Er wollte die vermeintliche kulturelle Überlegenheit der Deutschen wissenschaftlich belegen. Mit der Leitung des Alemannischen Instituts, der Badischen Historischen Kommission und der Westdeutschen Forschungsgemeinschaft nahm er für kurze Zeit in den dreißiger Jahren eine einflussreiche Rolle in der südwestdeutschen Wissenschaftsorganisation ein. Dabei sollten vor allem die „deutschen Leistungen“ gegenüber Frankreich betont werden.
Mayer wandte sich entschlossen dem Nationalsozialismus zu. Als prominenter Vertreter der Mediävistik wollte er zur geistigen Mobilmachung beitragen und die Relevanz der historischen Forschung für das neu zu schaffende Europa beweisen. Mayers Ziel war die Erarbeitung eines europäischen Geschichtsbildes, das vor allem von der deutschen Geschichtswissenschaft aus bestimmt wird. Damit sollten die nationalsozialistischen Neuordnungspläne eine historische Legitimation erhalten. Mayer strebte die Gründung eines deutschen historischen Instituts im besetzten Paris an, um die Überlegenheit der deutschen Geschichtswissenschaft in Europa historisch zu untermauern. Als Leiter des sogenannten „Kriegseinsatzes der Geisteswissenschaften“ bei den Mittelalterhistorikern organisierte Mayer bis Kriegsende regelmäßig Tagungen. Als Rektor in Marburg von 1939 bis 1942 ging es ihm um eine enge Verschränkung von Wissenschaft und Krieg. Ab 1942 war er Präsident des Reichsinstituts für ältere deutsche Geschichtskunde (der vormaligen Monumenta Germaniae Historica) und bekleidete damit das höchste Amt in der deutschsprachigen Mediävistik. Zugleich war er Leiter des Preußischen Historischen Instituts in Rom. Mayers rechtzeitige Evakuierung der Monumenta-Bibliothek im Zweiten Weltkrieg von Berlin nach Pommersfelden in Bayern schuf die Grundlage dafür, dass sich die Monumenta Germaniae Historica (MGH) in München neu etablieren konnten.
Der Zusammenbruch des NS-Regimes bedeutete für Mayer 1945 das Ende seiner Hochschullaufbahn und den Verlust der MGH-Präsidentschaft. In der Nachkriegszeit stritt er jahrelang vergeblich um seine Wiedereinsetzung als Präsident. Als Wissenschaftsorganisator blieb er jedoch einflussreich. In Konstanz begründete er mit dem Konstanzer Arbeitskreis für mittelalterliche Geschichte (1951–1958 Städtisches Institut für geschichtliche Landesforschung des Bodenseegebietes) eine außeruniversitäre Forschungseinrichtung, die für die Mediävistik bis in die Gegenwart von Bedeutung ist. Der um Mayer in Konstanz versammelte Kreis an hochkarätigen Wissenschaftlern war von der Überzeugung geleitet, ein „krisenfestes Geschichtsbild“ zu entwickeln.
Wegweisend für die verfassungshistorische Entwicklung wurde das von Mayer geprägte Konzept des frühmittelalterlichen Personenverbands. Seine Auffassung einer Rodungs- bzw. Königsfreiheit übte über Jahrzehnte wesentlichen Einfluss auf die westdeutsche Diskussion über die hochmittelalterliche Verfassungsentwicklung aus.

## Leben

### Herkunft und Jugend
Theodor Mayer wurde am 24. August 1883 im oberösterreichischen Neukirchen an der Enknach im Bezirk Braunau am Inn geboren. Zeitlebens hob er seine Herkunft als „Innviertler“ hervor. Seine Eltern waren der Arzt Johann Nepomuk Mayer und dessen Frau Maria, geborene Wittib. Nach der Grundschule in Neukirchen besuchte er von 1893 bis 1895 das Gymnasium in Linz. Im Jahr 1895 zog die Familie auf Wunsch der Mutter in deren Heimatstadt Innsbruck. Am dortigen Gymnasium freundete er sich mit Heinrich Ficker an, dem zweitältesten Sohn des Historikers Julius Ficker, mit dem er dieselbe Klasse besuchte. Dadurch kam Mayer, der sich als Gymnasiast zur Mathematik hingezogen fühlte, auch in Kontakt mit Alfons Dopsch, der im Sommer 1899 regelmäßiger Gast im Haus der Fickers war. Diese Begegnungen hatten bleibenden Einfluss und bewirkten, dass sich Mayer für das Geschichtsstudium entschied. In Innsbruck legte er 1901 die Matura ab.
Seit seiner Jugend war Mayer sehr naturverbunden. Er wurde wie sein Freund Heinrich Ficker, der spätere Meteorologe und Klimatologe, bereits als Gymnasiast Mitglied des Akademischen Alpenklubs und unternahm zahlreiche Bergtouren. Dabei hatte er nach eigener Aussage „immer die Führung“ inne. Die intensive Erfahrung der Natur prägte später auch Mayers Zugang zur Wissenschaft, vor allem zur Landesgeschichte.

### Studienjahre in Florenz und Wien
Am Istituto di Studi Superiori, der späteren Universität, studierte er ab 1901 in Florenz Geschichte, widmete sich nach eigener Aussage aber vor allem der Sprache und Kultur Italiens. Ein Jahr später wechselte er an die Universität Wien. Am traditionsreichen Institut für österreichische Geschichtsforschung absolvierte er von 1903 bis 1905 den 25. Ausbildungskurs. Bekannte Mitstudierende waren August Ritter von Loehr, Vinzenz Samanek, Otto Stolz und Josef Kallbrunner. Seine wichtigsten akademischen Lehrer waren Emil von Ottenthal, Oswald Redlich und vor allem der Wirtschafts- und Sozialhistoriker Alfons Dopsch. Seine Staatsarbeit am Institut für österreichische Geschichtsforschung widmete er der mittelalterlichen Burgenverfassung in Österreich. Bei Dopsch wurde er Ende November 1905 mit einer Arbeit über die Handelsbeziehungen der oberdeutschen Städte zu Österreich im 15. Jahrhundert promoviert. Die Abhandlung erschien als Band 6 der von Dopsch 1903 begründeten Reihe Forschungen zur inneren Geschichte Österreichs.

### Archivzeit
Nach seinem Studium war Mayer von 1906 bis 1907 zunächst Praktikant am Staatsarchiv Innsbruck. In die Zeit als Archivar fällt seine Heirat mit der knapp zehn Jahre jüngeren Johanna Stradal. Seine Frau entstammte einer wohlhabenden großbürgerlichen Familie und war die Tochter eines Rechtsanwalts aus Teplitz-Schönau in Böhmen. Die Auswertung privater Dokumente zeigt, dass die 1911 geschlossene Ehe harmonisch verlief und von gegenseitiger Wertschätzung geprägt war. Der katholisch getaufte Mayer wurde durch seine Heirat evangelisch. Aus der Ehe gingen 1913 der Sohn Theodor sowie 1914 und 1920 die Töchter Hanna und Emma hervor.
Im September 1912 wurde Mayer mit 29 Jahren zum Direktor des Archivs für Niederösterreich ernannt. Im März 1914 habilitierte er sich an der Universität Wien mit einer Arbeit über die Verwaltungsreform in Ungarn nach der Türkenzeit. Mayer meldete sich noch im selben Jahr als Freiwilliger und wurde einem Schweren Artillerieregiment zugewiesen. Bis 1918 absolvierte er Einsätze in Südtirol, Galizien, am Isonzo und an der Piavefront und stieg in den Rang eines Oberleutnants auf. Nach seiner Rückkehr aus dem Krieg setzte er seine Tätigkeit im Archivdienst fort. An der Universität Wien wurde er 1921 unbeamteter außerplanmäßiger Professor. Im Wiener Mittag veröffentlichte er einige Artikel zu volkswirtschaftlichen Themen. Die Zeitschrift trat für die Vereinigung von Deutschland und Österreich ein.

### Weimarer Republik

#### Lehrtätigkeit in Prag (1922–1930)
Durch den Rücktritt Emil Werunskys war ab 1920 der Lehrstuhl für mittelalterliche Geschichte und historische Hilfswissenschaften an der Deutschen Universität Prag vakant. Nachdem der Wunschkandidat der Berufungskommission, Otto Stolz, Tirol nicht verlassen wollte, wurde Mayer zusammen mit Hermann Aubin an erster Stelle der Berufungsliste vorgeschlagen. Mayer hatte bis zu diesem Zeitpunkt nur Themen der österreichischen Geschichte behandelt und konnte im Bereich der historischen Hilfswissenschaften keine besonderen Leistungen vorweisen. Prag war aber noch wenige Jahre zuvor Teil der Donaumonarchie gewesen, und die deutschsprachigen Prager Professoren fühlten sich auch nach 1918 noch mit Österreich verbunden. Mit seinem Tätigkeitsschwerpunkt auf dem Gebiet der mittelalterlichen Verwaltungs- und Wirtschaftsgeschichte entsprach Mayer den Vorstellungen der Berufungskommission, die sich eine stärkere Berücksichtigung der Geschichte des späten Mittelalters und der Wirtschaftsgeschichte wünschte. In seinem Studienfreund Hans Hirsch, dem alleinigen Vertreter des Fachs mittelalterliche Geschichte und historische Hilfswissenschaften, fand er einen Fürsprecher für seine Berufung. Im Dezember 1922 wurde Theodor Mayer als außerordentlicher Professor an die Deutsche Universität Prag berufen.
Seine Lehrtätigkeit nahm er im Wintersemester 1923/24 auf. Er bot vorwiegend Vorlesungen und Übungen zur Wirtschaftsgeschichte an, darunter ab dem Sommersemester 1926 regelmäßig eine dreistündige wirtschaftsgeschichtliche Vorlesung. Im Alter von 44 Jahren erhielt er 1927 seine erste ordentliche Professur in Prag. Seine Interessen verschoben sich Ende der zwanziger Jahre, was sich in den Vorlesungen und Publikationen niederschlug. Siedlungsgeschichtliche Fragen traten seit 1928 gegenüber wirtschaftsgeschichtlichen in den Vordergrund. Mayer ließ Katastralmappen fotografieren und Flugbilder anfertigen. Für die Erforschung der böhmischen Siedlungsgeschichte war der Verein für Geschichte der Deutschen in Böhmen vorgesehen, in dem Mayer sich engagierte. Als akademischer Lehrer betreute er in seiner siebenjährigen Lehrtätigkeit in Prag 21 Dissertationen, darunter neun über wirtschafts- und siedlungsgeschichtliche Themen.

#### Professur in Gießen (1930–1934)
Im Jahr 1930 wurde Mayer als Nachfolger von Hermann Aubin Professor für mittelalterliche Geschichte in Gießen. Die Reichs-, Verfassungs- und vor allem Landesgeschichte standen fortan im Mittelpunkt. Ähnlich wie sein Vorgänger Aubin griff er Fragen der deutschen Ostkolonisation auf und setzte auch damit Themen aus seiner Prager Zeit fort. So hielt er im Wintersemester 1933/34 eine Vorlesung zum Thema Geschichte der deutschen Ostkolonisation.
In Gießen traf er auch mit Heinrich Büttner zusammen, den er für das Mittelalter gewann. Zwischen Mayer und Büttner entwickelte sich eine lebenslange Freundschaft. Seine Beziehungen zu auslandsdeutschen Kreisen hielt Mayer auch in Gießen aufrecht. Bereits kurze Zeit nach seiner Übersiedlung war er Vorsitzender der dortigen Ortsgruppe des Vereins für das Deutschtum im Ausland. Er leitete auch die Gießener Ortsgruppe des Kampfrings der Deutsch-Österreicher im Reich. Die Mitglieder vertraten eine großdeutsche Idee und den Anschlussgedanken. Als er zusammen mit Walter Platzhoff und Karl Brandi mit der Neuorganisation des Allgemeinen Deutschen Historikerausschusses beauftragt wurde, wollte er verstärkt „die Auslandsdeutschen und ihre Wünsche“ berücksichtigen.
Zwar war Gießen eine vergleichsweise unbedeutende Universität, doch fühlte sich Mayer dort sehr wohl. So unternahm er ausgedehnte Exkursionen, um das Lahntal und die Gegend um Gießen zu erkunden. Gleichwohl äußerte er 1931 in einem Brief den Wunsch zu gehen, wenn ein besseres Angebot käme.

### Rolle im Nationalsozialismus (1933–1945)

#### Verhältnis zum NS-Regime
Mayers Frau gehörte noch vor ihrem Mann zu den Anhängern der nationalsozialistischen Bewegung. Sie soll bereits im Sommer 1932 nationalsozialistisch gewählt haben. Auch sein Sohn Theodor Mayer-Edenhäuser war Bewunderer von Adolf Hitler und trat im Frühjahr 1932 in die NSDAP ein, im Herbst desselben Jahres in die SA.
In der Endphase der Weimarer Republik unterstützte Mayer eine rechtsautoritäre Wende. Die DNVP war ihm aber unter ihrem Vorsitzenden Alfred Hugenberg zu „preußisch“, an der NSDAP bemängelte er im Frühjahr 1931 Unfähigkeit zu positiver Politik. „Über Massendemagogie“, kritisierte er, „scheinen sie nicht hinauszukommen“. Im Vorfeld der hessischen Landtagswahlen vom 15. November 1931 besuchte er zwei NSDAP-Veranstaltungen in Gießen. Im Juli 1932 äußerte er sich weiterhin skeptisch über die Regierungsfähigkeit der Nationalsozialisten. Nach seinem Biographen Reto Heinzel entwickelte Mayer spätestens im Herbst 1932 Sympathien für die politischen Ideen des Nationalsozialismus. Er begeisterte sich weniger für die politische Bewegung als für die straffe, autoritäre Regierung unter Adolf Hitlers Führung.
Nach Reto Heinzel änderte Mayer seine politische Haltung in den ersten Monaten der nationalsozialistischen Regierung nicht schlagartig, sondern kontinuierlich, und zwar nicht etwa aus Karrieregründen, sondern aus innerer Überzeugung. Nach den Märzwahlen 1933 war er nach Anne Christine Nagel von den Nationalsozialisten begeistert; er schrieb, dass es nun „wirklich eine Freude [sei], Deutscher zu sein“. In der Geschichtswissenschaft galt Mayer spätestens seit seiner Übernahme des Freiburger Lehrstuhls für mittelalterliche Geschichte im Jahr 1934 als überzeugter Nationalsozialist.
In beruflich abgesicherter Stellung als Professor im Alter von fünfzig Jahren äußerte er sich in einem Brief an Wilhelm Bauer vom April 1933 abwertend über den Massenbeitritt hunderttausender Menschen nach der Reichstagswahl im März 1933 (sogenannte Märzgefallene) in die NSDAP. Er selbst beantragte nach der Aufnahmesperre am 22. Mai 1937 die Aufnahme in die Partei und wurde rückwirkend zum 1. Mai desselben Jahres aufgenommen (Mitgliedsnummer 4.352.531). Seine politische Zuverlässigkeit war auch ohne Mitgliedschaft in der NSDAP unstrittig. Im August 1933 trat er dem Nationalsozialistischen Lehrerbund bei. Er war auch Mitglied der Nationalsozialistischen Volkswohlfahrt, im Reichsluftschutzbund und im NS-Dozentenbund. In diesem Milieu betonte Mayer seine gemeinsame geographische Herkunft mit Adolf Hitler. Aus der Sicht der nationalsozialistischen Machthaber war Mayer weltanschaulich „einwandfrei“ und politisch „grundecht“. Er war an der zu Adolf Hitlers 50. Geburtstag herausgegebenen Festschrift beteiligt; dort veröffentlichte er eine Forschungsbilanz der „Wirtschafts- und Sozialgeschichte“ seit 1933. Die Gauleitung Kassel kam 1941 in einer „politischen Beurteilung“ zum Ergebnis, dass er sich „als überzeugter Nationalsozialist bewährt“ habe.
Ende März 1933 forderte er in einem Brief an seinen Freund Wilhelm Bauer noch Differenzierung bei der Behandlung der jüdischen Bevölkerung, indem er für eine Unterscheidung plädierte zwischen „Ostjuden und alteingesessenen Juden, deren Familien seit 500 und noch mehr Jahren hier wohnen“. Fünf Jahre später war das nicht mehr der Fall. Den lang ersehnten „Anschluss Österreichs“ kommentierte der großdeutsch orientierte Mayer in einem Brief vom 14. März 1938 an Wilhelm Bauer mit einer Mischung aus Freude und Häme gegenüber dem Schicksal der jüdischen Lehrenden an der Wiener Universität. Über die Reichspogromnacht im November 1938 ist lediglich ein teilnahmsloser Kommentar überliefert.

#### Freiburger Professur (1934–1938)
In Freiburg im Breisgau wurde Mayer am 1. Oktober 1934 Nachfolger Hermann Heimpels auf dem traditionsreichen Lehrstuhl Georg von Belows für mittelalterliche Geschichte. Die Übernahme dieses Lehrstuhls an einer deutlich größeren Universität war für ihn ein spürbarer Aufstieg. Das Umfeld war nun merklich politischer als in Gießen. Freiburg befand sich als sogenannte „Grenzlanduniversität“ in unmittelbarer Nähe zur Schweiz und zum Erbfeind Frankreich. Mayers Freiburger Antrittsvorlesung vom 23. Mai 1935 befasste sich mit dem Staat der Zähringer. Sie wurde im selben Jahr veröffentlicht. Für diese Vorlesung fuhr der passionierte Radfahrer die alten Zähringerstraßen und Ortsgründungen in seinem Untersuchungsgebiet mit dem Rad ab. Die Erkundung der Landschaft war für ihn ein wesentlicher Teil des wissenschaftlichen Erkenntnisprozesses. 1936/37 war er in Freiburg Prodekan der Philosophischen Fakultät. Zu seinen dortigen akademischen Schülern gehörte Martin Wellmer.
Die Karlsruher Kultusbürokratie ernannte Mayer nicht nur wegen seines Ansehens als Wissenschaftler, sondern auch wegen seiner politischen Zuverlässigkeit Ende Mai 1935 zum Vorsitzenden der 1933 aufgelösten und 1935 nach dem Führerprinzip wieder eingerichteten Badischen Historischen Kommission. Anlässlich der Wiederbegründung in Karlsruhe hielt er am 4. Dezember 1935 eine Festrede mit Dank an „unser(en) Führer Adolf Hitler“ und einem Bekenntnis zu der von diesem grundgelegten „nationalsozialistische(n) deutsche(n) Geschichtsauffassung und -betrachtung“. Mit dieser Rede legte er in Anwesenheit des Gauleiters und Reichsstatthalters ein deutliches Bekenntnis zum Nationalsozialismus ab.
Im Jahr 1935 übernahm Mayer von Franz Steinbach die Leitung der Westdeutschen Forschungsgemeinschaft. Im Frühjahr 1935 wurde ihm vom nationalsozialistischen Oberbürgermeister Freiburgs, Franz Kerber, die Leitung des Alemannischen Instituts übertragen. Das Institut wurde von der Stadt Freiburg unterhalten. Mayer hingegen wollte es eng mit der Universität verbinden. Außerdem strebte er die Zusammenarbeit mit Schweizer und Elsässer Gelehrten an. Deshalb wurde gegen den Willen des Bürgermeisters das Institut in Oberrheinisches Institut für geschichtliche Landeskunde umbenannt. Mit Kerber kam es daraufhin zum Zerwürfnis. Auch mit Friedrich Metz, der die Umbenennung des Instituts ebenfalls ablehnte, kam es zu Spannungen. Persönliche Differenzen hatte Mayer auch am Historischen Seminar mit Gerhard Ritter, der kleindeutsch orientiert war. Einer Amtsenthebung kam Mayer nur durch die Annahme der Berufung 1938 nach Marburg zuvor.

#### Lehrtätigkeit und Rektorat in Marburg (1938–1942)
Edmund Ernst Stengel wurde 1937 Präsident der Monumenta Germaniae Historica, die seit der institutionellen Umgestaltung 1935 Reichsinstitut für ältere deutsche Geschichtskunde hießen. Als Nachfolger auf Stengels Marburger Lehrstuhl für mittelalterliche Geschichte war Mayer der Wunschkandidat des ausscheidenden Gelehrten. Im Oktober 1938 übernahm er Stengels Nachfolge an der kleinstädtisch und protestantisch geprägten Philipps-Universität Marburg. Mit dem Lehrstuhl war das Institut für geschichtliche Landeskunde in Hessen und Nassau verbunden. Allerdings war Mayer von seiner neuen akademischen Wirkungsstätte keineswegs begeistert. Er hatte nicht vor, „in der hessischen Geschichte aufzugehen“. Neben der Mediävistik befasste sich Mayer auch mit historischen Themen von aktueller politischer Relevanz. Im Sommersemester 1939 hielt er eine Vorlesung über die Geschichte der Deutschen in den Alpen- und Sudetenländern. Den Anlass bildeten die Zerschlagung der Tschechoslowakei und der „Anschluss Österreichs“. Der Sechsundfünfzigjährige meldete sich Monate vor dem 1. September 1939 zum Waffengang. Mit Bedauern nahm er die altersbedingte Absage zur Kenntnis.
Schon nach weniger als einem Jahr wurde Mayer von einer Mehrheit der Professoren als Kandidat für die politisch exponierte Stellung des Rektors vorgesehen. Am 2. November 1939 folgte seine Ernennung durch den Reichswissenschaftsminister Bernhard Rust. Er bekleidete das Rektorat von Spätherbst 1939 bis zum Dezember 1942. Damit stellte er sich auf dem Höhepunkt der nationalsozialistischen Machtentfaltung für eine Position zur Verfügung, die nicht allein den Wissenschaftsbetrieb zu ordnen, sondern auch politische Funktionen zu erfüllen hatte. Von 1938 bis 1942 war er auch Leiter der Historischen Kommission für Hessen und Waldeck.
Mayer stellte sich dem „Ahnenerbe“ der SS sowie Parteikreisen wiederholt als wissenschaftlicher Berater zur Verfügung. Seit 1940 war er Leiter der Abteilung Mittelalter des „Einsatzes der Geisteswissenschaften im Kriege“. Dabei handelte es sich um ein vom Kieler Rektor Paul Ritterbusch im Auftrag des Reichsministeriums für Wissenschaft, Erziehung und Volksbildung organisiertes Großprojekt der Geisteswissenschaftler, dessen Ziel ein von deutschen Historikern geprägtes europäisches Geschichtsbild war. Nach Mayers 1941 geäußerter Meinung war ohne Erfüllung dieser Aufgabe an eine geistige Führung Europas gar nicht zu denken. Gute Kontakte bestanden zum „Ahnenerbe“ der SS. Dem Kurator dieser Einrichtung, Walther Wüst, schlug Mayer die Erstellung einer „germanischen Prosopographie“ als Forschungsvorhaben vor. Geplant war die Erfassung von rund 15.000 Personen von der Zeit Karls des Großen bis zum Jahr 1200. Bei der „allgemeinen germanischen Prosopographie“ sollte nach Mayer festgestellt werden, „inwieweit das Bewußtsein der blutmässigen Zusammengehörigkeit des europäischen Adels und damit ein gemein germanisches Gefühl fortlebt und welchen Anteil die Germanen nicht nur durch ihre Zahl, sondern durch die Stellung der führenden Persönlichkeiten am Aufbau der europäischen Völker-, Staaten- und Kulturwelt haben“. Während des Krieges wurden die Arbeiten aufgenommen.

#### Präsident der Monumenta Germaniae Historica (1942–1945)
Ab April 1942 war Mayer zunächst kommissarisch Leiter des Reichsinstituts für ältere deutsche Geschichtskunde, wie die Monumenta Germaniae Historica (MGH) seit 1935 hießen. Am 1. Oktober wurde er als erster Österreicher deren Präsident, ein Umstand, den er wiederholt voller Stolz betonte. Für den Verzicht auf seinen Lehrstuhl in Marburg und das Rektorat sollte er vom Ministerium nicht nur die Präsidentschaft, sondern auch ein Ordinariat an der Berliner Universität bekommen, doch stießen die Bemühungen des Ministeriums in der Berliner Fakultät auf heftigen Widerstand. Der amtierende Dekan Hermann Grapow machte in einem Schreiben an den Reichserziehungsminister vom 28. September 1942 deutlich, „daß die Fakultät Herrn Dr. Theodor Mayer nicht wünscht“. Grapow führte weiter aus, dass er die Harmonie auf dem Gebiet der mittleren und neueren Geschichte durch Mayer gefährdet sah. Dieser stehe im „Ruf eines unruhigen, herrschsüchtigen, ja krakeeligen Mannes“. Für Mayer wurde daraufhin lediglich eine Honorarprofessur eingerichtet.
Im Jahr 1942 erlitt Mayer einen persönlichen Schicksalsschlag: Sein 29-jähriger Sohn erlag am 29. Mai 1942 den Folgen einer zweifachen Verwundung, die er in der Schlacht von Charkow erlitten hatte. Nach dem Verlust seines einzigen Sohnes verschärfte sich Mayers Tonfall. In seiner Rede vom 11. Juli 1942 anlässlich der Universitätsgründungsfeier sprach er vom „totalen Krieg“. Der Krieg sei „eine Auseinandersetzung zwischen zwei Weltanschauungen, es ist ein Kampf um das Lebensrecht der einzelnen Völker und ihrer Kultur, um eine bessere Weltordnung mit dem Ziel, der Zersetzung und Vernichtung, die uns von auswärts droht, Einhalt zu gebieten“.
Als Präsident stand Mayer einer Einrichtung vor, die sich in erster Linie der Edition mittelalterlicher Quellen widmet. An editorischer Arbeit hatte Mayer jedoch kein Interesse. Er dachte vielmehr daran, die herkömmlichen Aufgaben der MGH unter dem Dach des Reichsinstituts für Geschichte des neuen Deutschlands neu zu organisieren. In den letzten Jahren des Totalen Krieges konnte er bei den MGH keine nachhaltigen Gestaltungsmöglichkeiten mehr entfalten. Die MGH wurden 1944 wegen der zunehmenden Bombenangriffe aus Berlin nach Schloss Pommersfelden bei Bamberg evakuiert. Der Vorschlag ging wohl auf Carl Erdmann zurück, der mit dem Grafen Erwein von Schönborn-Wiesentheid gut bekannt war.

### Nachkriegszeit

#### Absetzung als MGH-Präsident
Das Kriegsende erlebte Mayer mit einigen wenigen MGH-Mitarbeitern im fränkischen Pommersfelden, das am 14. April 1945 von den Amerikanern besetzt wurde. Anfang September 1945 wurde er von der amerikanischen Militärbehörde verhaftet und bis Juni 1946 im Lager Hammelburg interniert. Im Juni 1946 wurde er nach Pommersfelden entlassen. Mayer machte sich in dieser Zeit vor allem Gedanken über die Zukunft der MGH. Er betonte in einem Brief an den Regierungspräsidenten für Ober- und Mittelfranken, dass die „deutsche Wissenschaft“ im 20. Jahrhundert eine „Führerstellung“ erreicht habe. Kulturpolitisch sei dieser Aktivposten „von höchster Bedeutung“. Mit dem richtigen Einsatz könne man „wirksamste und dabei wenig kostspielige Propaganda treiben“. Mayer wurde im Sommer 1946 von Walter Goetz versichert, dass an seiner Wiedereinsetzung in das Präsidentenamt kein Zweifel bestehe.
Mayer gelang es, zahlreiche entlastende Gutachten von namhaften Kollegen vorzulegen. Für seinen treuen Schüler Heinrich Büttner verfasste er selbst ein Gutachten, und Büttner wiederum erklärte sich einverstanden, für Mayer als Entlastungszeuge im Spruchkammerverfahren aufzutreten. Von der Spruchkammer Höchstadt an der Aisch wurde Mayer am 22. September 1947 als „Mitläufer“ in Stufe IV eingeordnet und zu einer Zahlung von 500 Reichsmark verurteilt. Im Urteil der Spruchkammer hieß es, dass er „nur nominell am Nationalsozialismus teilgenommen“ habe. Das zeittypisch milde Urteil sah Mayer als „glänzende Rechtfertigung meiner streng objektiven, wissenschaftlichen Haltung während der ganzen Zeit der nat. soz. Herrschaft“.
Ende September 1946 wurde die bis 1935 bestehende Zentraldirektion, der wissenschaftliche Beirat der Monumenta Germaniae Historica, wiederhergestellt. Auf ihrer ersten Sitzung stimmten die Mitglieder der Zentraldirektion noch überein, dass Mayer bei einem Freispruch „ohne weiteres in sein Amt wieder eingesetzt werden“ solle. Das Urteil der Spruchkammer wartete die Zentraldirektion dann jedoch nicht mehr ab. Sie beschloss für Dezember 1947 die Wahl eines neuen Präsidenten. Aus ihr ging der Berliner Mediävist Friedrich Baethgen mit Wirkung vom 1. Januar 1948 als neuer Präsident hervor. Die folgenden Lebensjahre Mayers waren nicht von einer Auseinandersetzung mit der eigenen Vergangenheit geprägt, sondern vom Kampf um Wiedergutmachung des Unrechts, das man ihm aus seiner Sicht angetan hatte. Mayer vertrat den Standpunkt, dass er als Reichsbeamter nie entlassen worden und somit noch immer im Amt sei. Er wandte sich 1948 im Gegensatz zu anderen entlassenen Historikern mit zwei offenen Briefen an eine breitere Öffentlichkeit im In- und Ausland. Darin erklärte er sich zum rechtmäßigen Präsidenten und bestritt die Legitimität der von der Zentraldirektion vorgenommenen Wahl. Mayer rechnete schonungslos mit den Personen ab, von denen er sich betrogen oder verraten fühlte. Baethgen warf er dessen eigene nationalsozialistische Verstrickungen vor, Walter Goetz bezeichnete er als „senile(n) Trottel“. Einige der Kollegen, die auf seiner Seite standen, hielten sich zurück. So wollte Mayers Schüler Heinrich Büttner seine Berufungsverhandlungen nicht gefährden. Anne Christine Nagel meint, dass Mayer nach 1945 „nicht eigentlich über sein Engagement für den Nationalsozialismus stolperte“, sondern „von seinen Kollegen vielmehr wegen erheblicher Defizite im persönlichen Umgang ins Abseits gestellt wurde“.
Mayers finanzielle Situation in den ersten Nachkriegsjahren war schlecht. Einen Wiedereinstieg in den Hochschuldienst erschwerte nicht nur seine politische Belastung, sondern auch sein fortgeschrittenes Alter. Mit seiner Frau lebte er von den Erträgen des Marburger Hauses und den Zuwendungen der Töchter Hanna, die in Salzburg Lehrerin war, und Emma. Durch die Veröffentlichung kleinerer Beiträge in der Schweinfurter Zeitung erhielt Mayers Gattin ein kleines Honorar. Nun widmete er sich wieder der wissenschaftlichen Arbeit, insbesondere der mittelalterlichen Verfassungsgeschichte. Als Ergebnis dieser Tätigkeit erschien 1950 beim Böhlau Verlag in Weimar das Werk Fürsten und Staat. Studien zur Verfassungsgeschichte des deutschen Mittelalters. Darin bezog er in 15 Abhandlungen Stellung zu Kirchenvogtei, Königsschutz, Immunität und Gerichtsbarkeit sowie zur Problematik von Reich und Territorium. In diesem Werk legte er auch eine Differenzierung zwischen Reichs- und Königsklöster vor, die von der verfassungsgeschichtlichen Forschung lange Zeit nicht in Frage gestellt wurde.
Mayer äußerte sich nur noch im privaten Gespräch und in Briefen kritisch über die Innen- und Außenpolitik Konrad Adenauers, über den „Fußballnationalismus“ und die Gefahr einer Vorherrschaft der schwarzen über die weiße Rasse.

#### Neue Tätigkeitsfelder: Konstanzer Arbeitskreis und Collegium Carolinum
Mayers früherer akademischer Schüler Otto Feger verfolgte seit Anfang 1946 den Plan, in Konstanz ein Institut für die Geschichte und Kulturgeschichte des Bodenseeraumes mit städtischer Unterstützung zu gründen. Für Feger war Mayer der einzig Richtige für die Leitung. Am 20. April 1948 beschloss der Stadtrat eine Satzung des „Städtischen Instituts für Landschaftskunde des Bodenseegebietes“. Mayer, der bis 1951 mit seiner Frau im Schloss Schönborn bei Pommersfelden gelebt hatte, übersiedelte nach Konstanz. Dort fühlte er sich wohl. Die Äußerungen über sein Leben in Konstanz sind weitgehend positiv. Mayer erhielt gemäß Artikel 131 Grundgesetz seine vollen Pensionsbezüge.
Mit einem Festvortrag von Heinrich Büttner wurde am 30. Oktober 1951 das Städtische Institut für Landschaftskunde des Bodenseegebietes eröffnet. Ab Herbst 1952 folgten die ersten mehrtägigen Veranstaltungen. Im Frühjahr und Herbst wurde zunächst an verschiedenen Orten getagt. Ab 1957 fanden die Tagungen fast ausschließlich auf der Reichenau statt. Formell gegründet wurde der Konstanzer Arbeitskreis für mittelalterliche Geschichte 1960. Mayer konnte als Vorsitzender einen Jahresetat von 40.000 bis 50.000 DM verwalten. Die Summe deckte die Reise- und Unterbringungskosten der Teilnehmer ab.
Im April 1956 wurde Mayer zum Vorsitzenden des Collegium Carolinum gewählt. Nach Christoph Cornelißen unterschieden sich die dortigen Projekte weder begrifflich noch methodisch von den Vorhaben der Jahre vor 1945. Die Forschungsarbeiten sollten dem „Anteil der Deutschen an der kulturellen, sozialen und rechtlichen Höherentwicklung der böhmischen Länder“ nachgehen. Vorgesehen war auch eine „Gesamtanalyse der Vertreibung“.

#### Letzte Lebensjahre
Im Alter von 85 Jahren zog sich Mayer aus Konstanz zurück und ging nach Salzburg, wo die beiden Töchter lebten. Den Vorsitz im Collegium Carolinum gab er erst zwei Jahre vor seinem Tod ab. Am 26. November 1972 starb er in Salzburg. Bis zu seinem Lebensende konnte Mayer die als demütigend empfundene Absetzung als MGH-Präsident nicht verkraften. Im April 1968, kurz vor seinem Wegzug aus Konstanz, schrieb er an Walter Schlesinger: „Es gibt Strömungen, den Arbeitskreis mit den MGH zu verbinden. Bitte, verhindern Sie das, solange ich lebe. Wenn ich sterbe, werde ich mich verbrennen lassen, dann brauche und kann ich mich nicht mehr im Grab umdrehen.“ Reto Heinzel attestiert Mayer einen ausgeprägten Hang zur Selbstgerechtigkeit. Praktisch nie habe er selbstkritische Töne geäußert, vielmehr sei er bis zu seinem Lebensende davon überzeugt gewesen, das „Dritte Reich“ moralisch unbeschadet überstanden zu haben.
An seinem Lebensende war Mayer ein vielfach geehrter Gelehrter. Von 1927 bis 1945 war er Mitglied der Deutschen Gesellschaft der Wissenschaften und Künste für die Tschechoslowakische Republik. Im Jahr 1942 wurde er korrespondierendes Mitglied der Österreichischen Akademie der Wissenschaften und der Bayerischen Akademie der Wissenschaften in München. Ebenfalls 1942 wurde ihm von der Universität Erlangen die Ehrendoktorwürde verliehen. Zwei Jahre später wurde Mayer Mitglied der Preußischen Akademie der Wissenschaften. Im Jahr 1950 nahm man ihn in die Historische Kommission der Sudetenländer auf. Von 1954 bis 1968 war Mayer ordentliches Mitglied der Kommission für geschichtliche Landeskunde in Baden-Württemberg, 1968 ernannte man ihn zum Ehrenmitglied. Zum 70. Geburtstag wurde ihm 1954 eine Festschrift gewidmet. Die Gemeinde Neukirchen an der Enknach verlieh ihm 1958 das Ehrenbürgerdiplom. Im Jahr 1963 wurde ihm das Ehrenbürgerrecht der Gemeinde Reichenau zuteil. Zum 80. Geburtstag erhielt Mayer das Große Bundesverdienstkreuz.

## Persönlichkeit und Umgang mit Kollegen
Mayer verwies wegen seines beruflichen Erfolges und mit Blick auf den nur wenige Jahre nach ihm geborenen Adolf Hitler, der seine ersten Lebensjahre ebenfalls im Innviertel verbracht hatte, auf eine spezifische Durchsetzungsfähigkeit der Menschen aus seiner Heimat. Er bezeichnete sich deshalb auch gerne als „Innviertler“. Der österreichische Heimatforscher Eduard Kriechbaum beschrieb in den fünfziger Jahren seinen langjährigen Freund als „typischen Innviertler“, der in gewissen Fällen einen Dickschädel habe und sich ungern etwas gefallen lasse. In der Fachwelt war Mayer wenig beliebt. Er galt im persönlichen Umgang als schroff, ausgeprägt streitsüchtig und selbstherrlich. Nach seinem Weggang aus Freiburg nach Marburg schrieb Willy Andreas im April 1939 an Friedrich Baethgen: „Wir am Oberrhein sind alle froh, dass wir ihn los sind.“ In Marburg hatte sich Wilhelm Mommsen in der Berufungskommission wegen der ausgeprägten Unverträglichkeit Mayers gegen ihn ausgesprochen. Der Kurator der Universität Marburg, Ernst von Hülsen, äußerte über Mayer: „Professor Mayer ist eine Persönlichkeit, die fortgesetzt den Frieden und die Arbeit der Universität durch Übergriffe und unberechtigte Einmischungen sowie durch die Art seiner Menschenbehandlung stört. […] Rektor Mayer leidet an einem übertriebenen Geltungsbedürfnis und Machtstreben und an einem hemmungslosen Machtgefühl.“
Joseph Lemberg hat die These von Anne Christine Nagel, dass Mayer wegen seiner Defizite im persönlichen Umgang nach 1945 ins Abseits gestellt wurde, aufgenommen und weiterentwickelt. Nach Lemberg war es der Habitus des sozialen Aufsteigers, der Mayer den Zugang zu den Netzwerken der Wissenschaftsgemeinde erschwerte. Seine deutschen Historikerkollegen stammten überwiegend aus dem protestantisch-bildungsbürgerlichen Bereich; ihnen blieb Mayer mit seinem kantigen Auftreten fremd. Mayer habe dies durch Bündnisse in der Politik auszugleichen versucht. Während Friedrich Baethgen oder Albert Brackmann ihre Nichtmitgliedschaft in der NSDAP als Systemopposition ausgeben konnten, stand dieses Erzählmuster dem ehemaligen Parteimitglied Mayer nicht zur Verfügung.

## Werk
Mayer prägte die Konzepte des frühmittelalterlichen Personenverbands, des institutionellen Flächenstaates und der Rodungs- bzw. Königsfreiheit. Seine ab den späten zwanziger Jahren betriebenen Forschungen zu den Siedlungsverhältnissen in Böhmen waren als Teil einer „Volkstumswissenschaft“ im südwestdeutschen „Grenzland“ gedacht. Mayer war davon überzeugt, dass sich die Deutschen stets als Kulturträger durch die Geschichte bewegt hatten. Mit seiner Freiburger Antrittsvorlesung über den Staat der Zähringer und einigen weiteren Arbeiten verlagerte sich sein Arbeitsschwerpunkt zur Verfassungs- und Reichsgeschichte, einem traditionellen Forschungsgebiet der Mediävistik. Eine große, zusammenfassende Darstellung hat Mayer dazu nicht veröffentlicht. Die mit einem Verlag bereits vereinbarte Verfassungsgeschichte des Mittelalters kam nicht zustande. In der Zeit des Zweiten Weltkrieges trat er vor allem mit Untersuchungen zur mittelalterlichen Reichs- und Verfassungsgeschichte hervor. In seinen Veröffentlichungen finden sich nach Michael Matheus keine rassenbiologischen Argumentationen. Als Präsident der MGH erwarb er sich bleibende Verdienste durch die rechtzeitige Evakuierung der MGH-Bibliothek nach Pommersfelden bei Bamberg. Während seiner Präsidentschaft ging es ihm vor allem um die Verbreitung einer landesgeschichtlich-volkstumswissenschaftlich angelegten gesamteuropäischen Perspektive. In der Nachkriegszeit hat er sich als Wissenschaftsorganisator vor allem als Begründer des Konstanzer Arbeitskreises einen Namen gemacht.

### Tätigkeit als Wissenschaftsorganisator

#### Südwestdeutsche Wissenschaftsorganisation
Der Großteil der Finanzmittel für das Oberrheinische Institut floss in die Umsetzung landesgeschichtlicher Projekte. Mit den Geldern sollte die langfristige Arbeit an einem Alemannischen Atlas und die Erforschung der Zähringer im Burgund finanziert werden. Mayer wollte das anvisierte Ziel einer „neuen Grundlegung der alemannischen Geschichte“ durch „umfassende Forschungen auf allen Gebieten“ erreichen. Von den Kollegen wurden Mayers Tätigkeiten für das Institut unterschiedlich eingeschätzt. Nach Franz Quarthal hatte Mayer vor, „dem Institut den Charakter eines mittelalterlich ausgerichteten landesgeschichtlichen Universitätsinstituts zu geben“. Nach Michael Fahlbusch hatte er erheblichen Anteil an der „Gleichschaltung“ des Instituts.
Im Jahr 1935 wurde Mayer Leiter der Südwestdeutschen Forschungsgemeinschaft. Seine Aufgaben waren die Organisation und Leitung von wissenschaftlichen Tagungen. Unter volkstumswissenschaftlichem Gesichtspunkt wurden die gesamten westlichen Grenzgebiete behandelt. Die Tagungsprotokolle wurden nicht in Buchform veröffentlicht, sondern mit dem Vermerk „streng vertraulich“ als Arbeitspapier an die einzelnen Tagungsteilnehmer ausgegeben. Das Ziel war es nicht, die Ergebnisse aus den Zusammenkünften einer breiteren Öffentlichkeit bekannt zu machen oder der internationalen Forschung zwecks Überprüfung zur Verfügung zu stellen.
Als Vorsitzender der Badischen Historischen Kommission konnte Mayer auf die Publikationen erheblichen Einfluss nehmen. Für die Zeitschrift für die Geschichte des Oberrheins befürwortete er die Veröffentlichung von „Arbeiten volkstumsähnlichen Inhalts“. Möglichst viele Aufsätze sollten sich mit der Schweiz und dem Elsass befassen. Das wissenschaftliche Leben im Elsass schätzte Mayer als „zu schwach“ ein. Der deutsche Einfluss auf die Wissenschaft in der französischen Nachbarregion sollte aufrechterhalten werden. Aus politischen oder antisemitischen Motiven lehnte Mayer wiederholt Beiträge ab. Als er erfuhr, dass es sich bei dem Verfasser eines Aufsatzes über die Thanner Steinmetzordnung um den ehemaligen sozialdemokratischen Arbeitsminister Rudolf Wissell handelte, schien ihm nun „auch die dilettantische Art der Stoffbehandlung und die ungemein große Breite klar und verständlich“. Der Beitrag konnte nach Mayers Weggang 1942 doch noch erscheinen. Die Veröffentlichung einer Abhandlung von Käthe Spiegel über das „Friedensprojekt eines Fürstenbergers“ versuchte Mayer zu verhindern. An den Schriftleiter Manfred Krebs schrieb er, dass der Aufsatz nicht gedruckt werden könne, „denn Frl. Spiegel ist nicht arisch, sondern 100% Jüdin. Ich kenne sie von Prag her“.

#### Marburger Rektorat
Historische Bilddokumente zu Theodor Mayer in Marburg

- Hessisches Landesamt für geschichtliche Landeskunde

Als Rektor wollte Mayer vor allem die Bedeutung der Universität als eines integralen Bestandteils von Volk und Staat nicht nur für den Kriegsausgang, sondern auch für die Friedenszeit herausstellen. Im Herbst 1939 war auch die Universität Marburg von der kriegsbedingten Schließung einiger Universitäten betroffen. Mayers erste Bemühungen konzentrierten sich auf die Wiedereröffnung. So bat er in einem Schreiben vom 29. November 1939 Gauleiter Karl Weinrich, sich zusammen mit Hermann Göring für die baldige Wiedereröffnung einzusetzen. Mit Weinrich pflegte Mayer in der Folgezeit eine enge und einvernehmliche Zusammenarbeit. Politisch bedingt war sein Entschluss, dem Gauleiter Karl Weinrich und dem Landeshauptmann Wilhelm Traupel die Ehrensenatorwürde zu verleihen. Damit sollte „einerseits die Verwachsenheit der Universität mit dem geistigen Leben unseres Volkes und die unbedingte Einstellung auf die Ziele und Aufgaben der NSDAP ebenso zum Ausdruck gebracht werden wie andererseits die Verwurzelung im kulturellen Leben des hessischen Landes“. Die Verleihung wurde im Sommer 1940 beschlossen, zu einem Zeitpunkt, als durch die militärischen Erfolge das Regime auch in Akademikerkreisen zunehmend Akzeptanz erfuhr. Weinrich lehnte die Ehrung zwar mit Berufung auf eine Verfügung der Parteikanzlei ab, doch konnte sich Mayer während seiner gesamten Rektoratszeit seiner Gunst erfreuen.
Am 30. Januar 1940 hielt Mayer aus Anlass der Feier der Reichsgründung und der Machtübernahme in der Aula der Universität Marburg eine Rede über Deutschland und Europa. Dabei versuchte er die Lebensraumpolitik der Nationalsozialisten im Osten in die Tradition der mittelalterlichen Kaiserpolitik zu stellen. In dieser Zeit arbeitete er auch an einer „wehrwissenschaftlichen Vortragsreihe“, deren Absichten „die Verankerung der deutschen Kriegsziele, Belehrung und Erziehung [sowie] geistige Anregung“ waren. Die Zielgruppe war der „einfache Soldat“. Vor allem sollte „die Widerstandskraft der Truppe“ gefördert werden.

#### Koordination des „Kriegseinsatzes der Geisteswissenschaften“
Mayer leitete zwischen 1940 und 1945 die Abteilung Mittelalter im von der DFG geförderten „Kriegseinsatz der Geisteswissenschaften“. Nach einem Artikel, den Mayer 1942 im Völkischen Beobachter schrieb, hatten sich die Historiker „mit den Fragen des jetzigen Kriegs […] zu befassen, mit dem Kampf für eine neue politische Ordnung, mit ihrem geschichtlichen Unterbau, mit den Kräften, die sie getragen und mit denen, die gegen sie in Vergangenheit und Gegenwart ankämpft, ja sie zerstört haben“. Im Rahmen dieser Funktion organisierte er bis Kriegsende mehrere Tagungen an historisch bedeutsamen Orten im Deutschen Reich. Insgesamt fanden acht Tagungen statt: im Juni 1940 in Berlin, im Februar 1941 in Nürnberg, im November 1941 und im Mai 1942 in Weimar, im November 1942 in Magdeburg, im April 1944 in Erlangen, im Oktober 1944 in Pretzsch bei Wittenberg und im Januar 1945 in Braunau am Inn. Nur 1943 fiel die Tagung wegen eines reichsweiten Tagungsverbots aus. Frank-Rutger Hausmann folgert, „daß diese Wissenschaft kontextualisiert war und explizit ideologischen Zwecken diente“. Die Ergebnisse der Tagungen wurden teilweise veröffentlicht.
Die erste von Mayer organisierte Tagung im Juni 1940 sollte eine „Besprechung über den Einsatz der deutschen Geschichtswissenschaft in der geistigen Auseinandersetzung mit den Westmächten“ sein. Angesichts der aktuellen Kriegslage sollten sich die Historiker mit „dem Verhältnis Englands zum europäischen Kontinent“ befassen. Mayer war von den militärischen Erfolgen der Wehrmacht im Mai und Juni 1940 begeistert. Bereits während der ersten Tagung dachte er deshalb über eine Ausweitung des „Gesamtprogramms“ nach. Die Auseinandersetzung mit England wurde angesichts der veränderten Kriegssituation schon bald durch Untersuchungen zur Rolle des Reichs in Europa ersetzt. Die Tagung des „Kriegseinsatzes“ in Nürnberg im Februar 1941 behandelte das Thema „Reich und Europa“. Im gleichen Jahr erschien der von Mayer und Walter Platzhoff herausgegebene Tagungsband unter dem Titel „Das Reich und Europa“. Mayer und Platzhoff betonten im Vorwort, dass sie einen Beitrag leisten wollten „zu der großen Auseinandersetzung […], die nicht nur eine militärische und politische, sondern ebensosehr eine geistige ist“. Die versammelten Historiker waren „sich ihrer Pflicht bewußt, für das zentrale Problem des jetzigen Krieges und der bevorstehenden Neuordnung Europas das geschichtliche Rüstzeug beizubringen und vom Standpunkt der Gegenwart aus die Entwicklung der Vergangenheit zu betrachten und zu deuten.“ Die Vorstellung einer dem Reich zugedachten Rolle der „europäischen Ordnungsmacht“ war in diesen Jahren unter Historikern weit verbreitet und wurde geradezu zu einem der „Leitbegriffe der Geschichtsdeutung“. Mayer hielt 1942 Vorträge am Deutschen Wissenschaftlichen Institut in Bukarest. Kernpunkt war dabei „die geschichtliche Notwendigkeit der Einordnung Rumäniens in eine von Deutschland geführte europäische Ordnung“.
Im Herbst 1941 wurden in Weimar „Fragen des deutschen Königtums, des hohen Adels und des Bauerntums und ihre Bedeutung für die Ausbildung des Staates von verschiedenen Seiten her“ besprochen. Daraus ging der von Mayer herausgegebene Band Adel und Bauern im deutschen Staat des Mittelalters hervor. Für den Januar 1945 lud Mayer zu einer „wissenschaftlichen Arbeitsbesprechung über Grundfragen einer gesamtbairischen Geschichtsauffassung nach Braunau a. I.“ ein. In seinem Einladungsschreiben vermied er den Begriff „Tagung“, denn seit einem „Schnellbrief“ über die „Abhaltung von Kongressen und Tagungen aller Art“ des Reichsministers für Wissenschaft, Erziehung und Volksbildung Bernhard Rust vom 14. April 1942 waren nur noch „örtliche Veranstaltungen und solche Tagungen“ erlaubt, „die als so kriegswichtig angesehen werden, daß sie auch trotz der angespannten Transportlage stattfinden müssen“. Die Veranstaltung in Braunau am Inn, dem Geburtsort Adolf Hitlers, war vermutlich die letzte Tagung im Rahmen des ‚Gemeinschaftswerks‘. Mayers Einsatz wurde vom NS-Regime wohlwollend registriert. Für seine Tätigkeit im Rahmen des „Kriegseinsatzes der Geisteswissenschaften“ wurde er mit dem Kriegsverdienstkreuz ausgezeichnet.

#### Wirken als Präsident des Reichsinstituts und Direktor des Deutschen Historischen Instituts in Rom
Mayer übernahm nicht nur die Leitung des Reichsinstituts, sondern auch die Herausgeberschaft des Deutschen Archivs für Erforschung des Mittelalters, der wichtigsten historischen Fachzeitschrift für die Erforschung des Mittelalters. Die MGH wollte er als Präsident über die quellenkundlichen Aufgaben hinaus stärker in die Geschichtsforschung einbinden und zu einem weitausgreifenden Institut für die Geschichte des Mittelalters umwandeln. Davon konnte er in den zweieinhalb Jahren bis Kriegsende kaum etwas umsetzen. Als neue Editionsvorhaben wurden eine vorläufige Ausgabe der Urkunden der staufischen Herrscher Friedrich I. und Heinrich VI. sowie eine Neubearbeitung von Band IX der Reihe Scriptores vorgesehen.
Mayer war als Präsident des Reichsinstituts in Personalunion auch Direktor des Deutschen Historischen Instituts in Rom. In dieser Funktion hatte er die Verantwortung für das in Rom verbliebene wissenschaftliche Personal und musste sich um die Zukunft der wertvollen Bibliothek kümmern. Er initiierte 1942 ein Arbeitsprojekt mit dem Ziel der „Erforschung der Reichsherrschaft in Italien, besonders des Reichsgutes“. Mayer sah in einer Denkschrift vom 1. April 1944 (piano Mayer) den Abtransport aller Bestände der mittelitalienischen Archive als undurchführbar an. Ablehnend äußerte er sich auch über die Verbringung einzelner Archivalien nach Deutschland. Stattdessen forderte er, wichtige Archivalien zu fotografieren. Nach Jürgen Klöckler verhinderte Mayer dadurch einen weitreichenden Archivalienraub, also den großflächigen Transport von Urkunden, Dokumenten und Akten mit deutschen Betreffen ins Reich. Dank dieser Entscheidung konnte er junge Historiker in Rom in einer erweiterten Abteilung Kunstschutz der Militärverwaltung institutionell verankern, womit er ihnen die Einberufung in die Wehrmacht ersparte.
Die umfangreichen Berliner Bibliotheksbestände lagerte Mayer aus Angst vor Luftangriffen von Berlin nach Bayern aus. Diese Maßnahme ließ er ohne vorherige Genehmigung des Ministeriums im Januar 1944 durchführen. In Berlin verblieben die beiden Mitarbeiterinnen Margarete Kühn und Ursula Brumm sowie ein Teil des Mobiliars. Nach Margarete Kühn vertrat Mayer bis zuletzt entschieden seine nationalsozialistische Haltung und versuchte entsprechend auf die Mitarbeiter Einfluss zu nehmen.

#### Mayers Pläne für ein Deutsches Historisches Institut in Paris
Die militärischen Erfolge der Wehrmacht in Frankreich veranlassten Mayer, in einer Denkschrift vom 10. Februar 1941 die Gründung eines deutschen historischen Instituts in Paris vorzuschlagen. Darin heißt es, die deutsche Geschichtswissenschaft habe die Aufgabe, eine „der politischen Stellung entsprechende Führerfunktion im europäischen Raum“ einzunehmen und „das europäische Geschichtsbild zu formen oder wenigstens entscheidend mitzugestalten“. Mayer verstand unter einem „europäischen“ Geschichtsbild eine „germanische Geschichte Europas“, eine Betrachtung der Geschichte Europas „im germanischen Sinn“. Dieses Vorhaben sei „nur durch strengste wissenschaftliche Arbeit auf weitester Grundlage und mit den besten Kräften und Methoden aber auch der klarsten Zielsetzung möglich“.
Rund zwei Jahre verfolgte er dieses Anliegen. Im März 1942 schlug Mayer Büttner als wissenschaftlichen Geschäftsführer für ein neu zu gründendes deutsches historisches Institut in Paris vor. Im April 1942 stellte er im Völkischen Beobachter Überlegungen zu Gegenwart und Zukunft der Geschichtswissenschaft an. Zu den „Gegenwartsaufgaben“ der deutschen Geschichtswissenschaft gehöre es, sich mit den „Fragen des jetzigen Krieges zu befassen, mit dem Kampf um eine europäische Ordnung, mit ihrem geschichtlichen Unterbau“. Außerdem müsse die Geschichtswissenschaft auch „an der Zukunft des Volkes mitbauen“ und die „führende Stellung des deutschen Volkes“ darstellen, und zwar in einer „Geschichte der germanisch-deutschen Welt seit den ältesten Zeiten“. „Die Gemeinschaft der europäischen Völker und Staaten“ müsse im Sinne einer „gesamtgermanischen Geschichtsauffassung“ planen. Als institutionelle Grundlage müssten „Forschungsstätten außerhalb des Deutschen Reiches“ geschaffen werden. Erneut schlug Mayer ein historisches Institut in Paris vor. Der Kriegsverlauf führte dazu, dass er seinen Institutsplan wiederholt überarbeiten musste. Am Ende konnte selbst ein Arbeitsplatz für einen Historiker nicht verwirklicht werden. Die Gründe dafür waren Knappheit der finanziellen Mittel im weiteren Kriegsverlauf und Kompetenzstreitigkeiten zwischen den beteiligten Ministerien. Im November 1957 nahm Mayer angesichts der bevorstehenden Eröffnung des Centre Allemand de Recherche Historique gegenüber Eugen Ewig, einem der wichtigsten Akteure bei der Gründung der Einrichtung, in Anspruch, der geistige Urheber dieser Institution zu sein. Mayers Konzeptionen besaßen in der Zeit der deutsch-französischen Annäherung jedoch keinen Vorbildcharakter und blieben daher auch in den Gesprächen und Korrespondenzen unerwähnt.

#### Der Konstanzer Arbeitskreis und die Erarbeitung eines „krisenfesten Geschichtsbildes“
Mehrfach äußerte sich Mayer in den fünfziger Jahren zur Frage eines neuen Geschichtsbildes. Stefan Weinfurter stellt fest, dass sich die Forderung nach einem „neue(n) Bild von der Geschichte […] wie ein roter Faden durch die schriftlichen und mündlichen Äußerungen Theodor Mayers zieht“. In einer Denkschrift von 1952 zur Begründung des Konstanzer Instituts forderte Mayer, die Geschichte „aus dem Zwist des politischen Gegenwartslebens herauszuheben“ und den „Grund für eine ›krisenfeste‹ Geschichte zu legen“. Er habe „mit Schaudern“ wahrgenommen, „wie bei jedem politischen Wandel die deutsche Geschichte umgeschrieben worden“ sei. Als wichtigste Aufgabe für das unter seiner Leitung gegründete „Städtische Institut für Landschaftsgeschichte des Bodenseegebietes“ in Konstanz nannte Mayer 1955 „ein neues Bild von der Vergangenheit des deutschen Volkes und Reiches zu erarbeiten, das krisenfest ist und nicht bei jedem politischen Stimmungswechsel umgeschrieben werden muß“. Dieses Ziel sollte durch die „Förderung der wissenschaftlichen Landesforschung in Deutschland, besonders im Bodenseegebiet“ erreicht werden. Nach seinen 1953 angestellten Ausführungen sollte dafür die geschichtliche Landesforschung die Basis bilden, denn sie sei „besonders befähigt, Brücken zu schlagen, weil sie nicht von staatlich ausgerichteten Konzeptionen ausgeht“. Diese Vorgehensweise ermögliche es, „Kräfte nachzuweisen, von denen wir uns auf Grund der normalen schriftlichen Quellen keine rechte Vorstellung machen können“. Mayer wollte 1961 „ein Geschichtsbild […], das nicht gefährdet ist, das nicht beim nächsten Wandel, der sich vielleicht politisch oder sonst wie einstellt, umgekrempelt, immer wieder ins Gegenteil verkehrt werden muss […]“. Seine allgemein gehaltenen Überlegungen konkretisierte er jedoch nicht anhand eines Forschungsprogramms. Bernd Weisbrod sieht in diesem Vorhaben ein Beispiel für die „rhetorischen Strategien der Selbstentnazifizierung im Denkstil des Mandarinentums“. Peter Moraw hält es für eine „Form der Selbsttäuschung“. Für Reto Heinzel war Mayer ein Unbelehrbarer, der „auf der Suche nach einem neuen Mittelalter auf der Grundlage des Volkstums“ blieb.
Inhaltlich wurden auf den Tagungen der fünfziger Jahre verfassungsgeschichtliche Fragen behandelt. Eingeladen wurden Historiker, die sich der persönlichen Wertschätzung des Veranstalters Mayer erfreuten. Zu den Gründungsmitgliedern gehörten neben Mayer die Mediävisten Karl Bosl, Walter Schlesinger, Helmut Beumann, Heinrich Büttner, Eugen Ewig, Otto Feger und Franz Steinbach sowie der Münchener Byzantinist Hans-Georg Beck. Es referierten Freunde und befreundete Kollegen wie Hektor Ammann, Heinrich Dannenbauer, Eugen Ewig, Wilhelm Ebel, Ernst Klebel, Walther Mitzka, Walter Schlesinger, Helmut Beumann, Heinrich Büttner, Karl Siegfried Bader, Otto Brunner und Joachim Werner. Nach Nagel handelte es sich bei dem Arbeitskreis um ein „Auffangbecken politisch belasteter Personen“. Typisch für den Konstanzer Arbeitskreis war die interdisziplinäre Bearbeitung des Tagungsthemas durch Historiker, Archäologen und Philologen. Nicht nur die Gemeinschaftsarbeit hatte für Mayer zentrale Bedeutung für den wissenschaftlichen Fortschritt, sondern auch die persönlichen Beziehungen waren dafür wichtig. Wiederholt betonte Mayer, der Konstanzer Kreis sei nicht nur ein Arbeits-, sondern auch ein „Freundeskreis“. Bosl, Büttner, Ewig, Schlesinger und Steinbach waren allesamt Lehrstuhlinhaber an namhaften Universitäten und stellten zugleich die Verbindung zum wissenschaftlichen Nachwuchs her. Etliche der jungen Referenten erhielten später selbst eine Professur, so dass sich der Arbeitskreis bald in der Mediävistik einen entsprechenden Ruf erarbeitete.
Von den Tagungen des „Kriegseinsatzes“ bis zu den Reichenau-Tagungen bestand eine personelle Kontinuität. So nahmen die Mediävisten Walter Schlesinger und Karl Bosl auch im Konstanzer Arbeitskreises für mittelalterliche Geschichte eine führende Rolle ein. Traute Endemann hat darauf hingewiesen, dass das personelle Umfeld und die konzeptionellen Ursprünge des frühen Konstanzer Arbeitskreises bis in die frühen dreißiger Jahre zurückgehen. Frank-Rutger Hausmann betont, dass die wissenschaftliche Verbundforschung nach dem Krieg mit dem Konstanzer Arbeitskreis fortgesetzt wurde.

### Forschungsarbeiten

#### Wirtschaftsgeschichtliche Anfänge und Wendung zur völkischen Wissenschaft
Mayers frühe Arbeiten aus den zwanziger Jahren behandelten verwaltungs- und wirtschaftshistorische Probleme. Seine Dissertation war wirtschaftsgeschichtlich ausgerichtet. Im Mittelpunkt der Arbeit stand der Handel auf der Donau, „auf der sich ja der Hauptwarenverkehr Österreichs abwickelte“. Weitere wichtige Untersuchungen veröffentlichte er über die Passauer Mautbücher (1908) und über das Wiener Stapelrecht. Eine der wichtigsten Arbeiten aus seiner Prager Zeit ist die 1928 veröffentlichte Deutsche Wirtschaftsgeschichte, die national und international hohe Anerkennung fand. Marc Bloch hat sie als „modèle de clarté et de bon sens“ („Muster an Klarheit und Einsicht“) bezeichnet. Ihre Bedeutung liegt darin, dass nicht nur klassische wirtschaftsgeschichtliche Probleme, sondern auch sozial- und kulturgeschichtliche Fragen berücksichtigt werden, darunter Städtewesen und Kolonisation im Mittelalter, die Bedeutung der Religion für die Entstehung des Frühkapitalismus oder die Entstehung der „sozialen Frage“. Mayer war der erste deutschsprachige Historiker, der sich ausführlich mit dem Begriff des Kapitalismus befasste. Zugleich löste er diesen Begriff aus der bis dahin ausschließlichen Verwendung durch Nationalökonomie und Soziologie und machte ihn für die Geschichtswissenschaft diskussionsfähig.
Mayer wurde wohl durch die böhmische Herkunft seiner Ehefrau mit den Problemen des Sudetendeutschtums konfrontiert. Viele Deutsche sahen sich nach dem Zerfall der Donaumonarchie und der Begründung der Tschechoslowakei in einer Minderheit und wähnten sich in einem existentiellen „Volkstumskampf“, wobei es um den Fortbestand der deutschen Siedlung der Sudeten ging. Mayer nahm zwischen 1926 und 1929 an sechs Tagungen der Leipziger Stiftung für deutsche Volks- und Kulturbodenforschung teil. Die im Oktober 1926 abgehaltene Tagung in Neiße widmete sich dem Thema Schlesien. Mayer referierte über die Geschichte der Industrie der Sudeten. Diese Tagung war interdisziplinär angelegt. Viele der Beiträge gingen von einer „volkstumsmäßigen“ Einheit der sudetenschlesischen Gebiete aus. Eine zentrale Rolle spielte die Betonung germanischer Anteile bei der Besiedlung, Kultur und Sprache. Auch nach dem Ende der Leipziger Stiftung setzte sich Mayer für finanzielle Zuwendungen an kulturpolitisch tätige sudetendeutsche Einrichtungen ein.
Ein 1928 veröffentlichter Aufsatz Mayers ist vom sudetendeutschen „Volkstumskampf“ geprägt. Dort versuchte er die „großen Leistungen“ der deutschen Einwanderer seit dem Mittelalter herauszuarbeiten. Die tschechische Entwicklung vernachlässigte er. Wiederholt befasste er sich mit der Geschichte der Sudetenländer, jedoch lernte er während seiner siebenjährigen Zeit in Prag kein Tschechisch und setzte sich auch nicht mit der tschechischen Fachliteratur auseinander. Die wenigen tschechischen Autoren, deren Arbeiten er zur Kenntnis nahm, zitierte er in Übersetzungen, die der damalige Assistent am Historischen Seminar Josef Pfitzner für ihn erstellte. Seine Arbeiten basierten vor allem auf den Ergebnissen deutscher Forscher, die überwiegend mit der Leipziger Stiftung zusammenarbeiteten. Für Mayer stand unzweifelhaft fest, dass die deutschen Leistungen weit über den tschechischen standen. Die Deutschen schilderte er als tüchtiges und kreatives Volk, die Tschechen als passiv und wenig innovativ. Eine deutsche Überlegenheit vertrat Mayer nicht nur in der Rechtsentwicklung, sondern auch auf dem Gebiet neuer technischer Errungenschaften, wobei er etwa den „deutschen Pflug“ anführte. Als „kulturelle Großtat“ der Deutschen sah er das Städtewesen an, hingegen billigte er den slawischen Siedlungen eine sehr beschränkte Entwicklungsmöglichkeit zu. Die gesamte kulturelle und wirtschaftliche Entwicklung Böhmens sei den Deutschen zu verdanken.
In Freiburg betonte Mayer für das Elsass und für das gesamte Oberrheingebiet die „deutschen Leistungen“ vor allem gegenüber Frankreich. Er ging von der Überlegung aus, dass im Oberrheingebiet überall ein „einheitliches Volkstum“ lebe. Damit führte er Ansätze von Friedrich Metz fort. Metz hatte 1920 das gesamte Oberrheintal als „kulturelle und wirtschaftliche Einheit“ beschrieben. In der ersten Ausgabe des Zentralorgans der deutschen Volksforscher, des Deutschen Archivs für Landes- und Volksforschung, befand Mayer, als „deutsches Binnenland“ sei das Elsass „eine der kulturell blühendsten Landschaften Deutschlands gewesen“. Die „Angliederung“ an Frankreich habe einen „Stillstand in der eigenen kulturellen Entfaltung“ bewirkt.

#### Neuere deutsche Verfassungsgeschichte
Theodor Mayer gehörte neben Otto Brunner, Adolf Waas und Walter Schlesinger zu den wichtigsten Vertretern der sogenannten „Neueren deutschen Verfassungsgeschichte“. Damit werden die in den dreißiger und vierziger Jahren entstandenen Ansätze bezeichnet, die sich nach Auffassung der Beteiligten von der älteren Verfassungsgeschichte absetzten. Sie kritisierten die herrschende Lehre, die zu sehr in liberal-konstitutionellen Vorstellungswelten verhaftet sei und mittelalterliche Staatlichkeit als Trennung von Staat und Gesellschaft auffasse. An die Stelle der bisherigen Konzepte traten „Reich und Volk“, „Führer und Gefolgschaft“, die „Adelsherrschaft“ und die germanische Prägung des Mittelalters. Mayer legte jedoch nie ein Gesamtbild vor, sondern veröffentlichte nur Aufsätze und Einzelstudien.
Mayer formulierte seine These vom Wandel des frühmittelalterlichen „Personenverbandsstaats“ zum frühneuzeitlichen „institutionellen Flächenstaat“ erstmals in seiner Gießener Ansprache vom Januar 1933 in der Aula der Hessischen Landesuniversität und arbeitete sie in seiner Freiburger Antrittsvorlesung weiter aus. Ihm ging es nicht nur um das Beispiel der Zähringer, sondern allgemein um die „Entstehung des mittelalterlichen Staates“. Zunächst rückte Mayer Aspekte des Raumes in den Vordergrund, „in dem die Zähringer ihre geschichtliche Tätigkeit entfalteten“. Schon früh errichteten die Zähringer durch die Rodungstätigkeit der von ihnen bevogteten Klöster St. Georgen, St. Peter und St. Blasien sowie durch Städte wie Freiburg und Villingen, die sie an den wichtigen Straßen gründeten, ein Territorium. Den „neuen Staat“ der Zähringer würdigte Mayer als bedeutende Leistung. Allerdings habe dieser „die Grundlage des Personenverbandstaats, die Personengemeinschaft, die völkische Grundlage des Staates“ vernachlässigt. Er sei deshalb in „Routine zum fürstlichen Selbstzweck“ erstarrt. Mayer ging demnach nicht von einer fortschrittlichen Entwicklung aus, sondern entwarf einen Gegensatz zwischen dem „Personenverbandstaat“, dem „nur oder fast nur auf der Gemeinschaft der Personen ruhende(n) Staat, der ohne großen Führer nicht bestehen kann“ und dem „institutionellen Flächenstaat“, für den immer die Gefahr bestehe, „daß er in bürokratischer Verwaltungsroutine zum Obrigkeitsstaat, der Selbstzweck ist, erstarrt.“
Mayers damalige Überlegungen waren von den politischen Hoffnungen der Zeit geprägt. Das Dritte Reich lobte er in der Schlusspassage als Synthese des alten germanischen Gefolgschaftsstaates, der Volksgemeinschaft und des institutionellen Flächenstaates: „Staat und Volk sind eins geworden.“ Persönliche Treue, Gefolgschaft sowie der Volkstumsgedanke seien „tragende Elemente des Staates und der deutschen Volksgemeinschaft geworden und haben Staat und Volk jene sittliche Grundlage und Verantwortung gegeben, ohne die sie nicht auf Dauer bestehen können“. Nach Mayers Ausführungen charakterisiert sich der germanische Staat „durch eine Gemeinschaft von Personen, die durch persönliche Bande, besonders die Treue zusammengehalten werden“. „Dem Personenverbandsstaat entspricht eine Gliederung und Aufteilung der staatlichen Rechte und Funktionen im Sinne der Gefolgschaft und des Lehenswesens.“ Treue, Gefolgschaft und Lehnswesen brachte Mayer in einen wirkmächtigen Zusammenhang, er wies sie als Elemente des germanischen Staates aus. Das NS-Blatt Volksgemeinschaft lobte in einer Besprechung Mayers Ausführungen: „In Bezugnahme auf unsere Zeit ist es sehr lehrreich, dass hier ein moderner Staat wesentlich durch Neulandgewinnung, Urbarmachungen und Besiedelung seinen Machtbereich ausdehnt.“

#### Rodungs- und Königsfreiheit
Der Begriff der „Rodungsfreiheit“ stammt ursprünglich von Karl Weller, der die These einer königlich-staufischen Rodungsfreiheit vertrat. Dieser These zufolge waren die freien Bauern des Hochmittelalters in Südwestdeutschland nicht Gemeinfreie, sondern von den staufischen Herrschern angesiedelte Neusiedler. Mayer etablierte den Begriff der „Rodungsfreiheit“ in der Forschung und bettete seine Beobachtungen in einen größeren Zusammenhang ein. Landnahme und Reichsgründung der Franken erscheinen hier in einem neuen Licht. Die Eroberung Galliens durch die Merowingerkönige sei nicht durch freie Kriegerbauern erfolgt, sondern durch unfreie Heermannen, die erst durch Kriegsdienst und Ansiedlung auf Königsland die Freiheit erwarben. Demnach war die Freiheit nicht ererbt, sondern vom Königtum für Heeresdienst, Rodung und Siedlung verliehen. Mit Heinrich Dannenbauer entwickelte Mayer die Lehre von den Königsfreien. Er stellte 1955 fest: „[…] wir kamen zu dem Ergebnis, daß die sogenannten Gemeinfreien der Karolingerzeit Königsleute gewesen sind, die zu Kriegsdienst und Steuerleistungen verpflichtet waren und die vom König mit Grundbesitz ausgestattet, somit vielfach Neusiedler wurden“. Freiheit im Mittelalter wurde demnach vom König abgeleitet oder durch Rodung erworben. Der Lehre von der Königsfreiheit wurde große Bedeutung für den Staatsaufbau der fränkischen Zeit beigemessen. Damit seien „die Fundamente für ein neues Gesamtbild vom frühmittelalterlichen Staat“ gelegt worden.

#### Forschungskontroverse mit dem Schweizer Historiker Karl Meyer
Zwischen Theodor Mayer und dem Schweizer Historiker Karl Meyer kam es zu einem Forschungsstreit über die Gründung der Schweizer Eidgenossenschaft. Als Schweizer Patriot war Karl Meyer ein Verfechter der „Geistigen Landesverteidigung“. Er befasste sich wiederholt mit der Entstehung der Eidgenossenschaft. Die Gründung der Schweiz hielt er für „einen einzigartigen Ausnahmefall in der Geschichte des Mittelalters und des abendländischen Bauerntums“. Er veröffentlichte 1941 anlässlich des 650. Gedenktages der Gründung der Eidgenossenschaft eine umfassende Darstellung zu diesem Thema.
Theodor Mayer übte deutliche Kritik an Meyers Thesen. Er meinte, die Schweiz besitze weder geographische noch volkstumsmäßige Voraussetzungen für eine einheitliche Staatsbildung. Außerdem stelle sie weder in sprachlicher noch in konfessioneller Hinsicht eine Einheit dar. Theodor Mayer kritisierte, die Sichtweise des Schweizer Historikers sei „teleologisch“, also immer auf das spätere Territorium ausgerichtet. Dieser Sicht stellte er seinen Ansatz einer „modernen“ Landesgeschichte entgegen, die als Thema nicht eine bayerische oder badische Geschichte wähle, sondern „die deutsche Geschichte in einem bestimmten Gebiet, die Territorialstaatsbildung innerhalb eines größeren Raumes, also etwa die Territorialstaatsbildung in Südostdeutschland, Südwest- oder Nordwestdeutschland, am Obermain oder Oberrhein“. Indem Theodor Mayer von „Räumen“ ausging, wies er der deutschen Geschichte einen insgesamt größeren „Raum“ zu. Für ihn war die Schweizer Geschichte deutsche Geschichte und die Entstehung der Schweizer Eidgenossenschaft ein deutsches Problem, denn „die Schweiz gehört nun einmal im 13. Jahrhundert zum deutschen Reiche“. Nach Peter Stadler sah Karl Meyer in Mayers Kritik im Deutschen Archiv den „wissenschaftlichen Auftakt zu einer geplanten Einverleibung der Schweiz“. Dagegen wollte er sich zur Wehr setzen; er nahm 1943 unter dem Titel Vom eidgenössischen Freiheitswillen eine „Klarstellung“ vor. In dieser Kontroverse erhielt jedoch Theodor Mayer vielfach Zustimmung, so von Hermann Rennefahrt, Albert Brackmann, Hans Fehr und Hektor Ammann. Kritisch äußerte sich hingegen Meyers Schüler Marcel Beck. Er hielt Theodor Mayer entgegen, sein Vorgehen sei „genau so teleologisch wie das der Schweizer Forschung: nämlich im Hinblick auf die Geschichte des erst sehr spät konsolidierten Deutschen Reiches, das als romantische Idee jahrhundertelang die Gemüter bewegte“.

## Rezeption in der Nachwelt

### Wissenschaftliche Nachwirkung
Die sogenannte neuere deutsche Verfassungsgeschichte wurde von Karl Bosl, Walter Schlesinger und Helmut Beumann weiter entwickelt. Bis mindestens in die 1970er Jahre blieb sie die führende Richtung der Mittelalterforschung. František Graus hat 1986 die Zeitgebundenheit der sogenannten „neuen Verfassungsgeschichte“ herausgearbeitet. Deren Ergebnisse sind in den letzten Jahrzehnten revidiert worden, als die „Mechanismen“ der Herrschaftspraxis und des politischen Umgangs wie Herrschaftsrepräsentation, Rituale oder Konfliktregelung verstärkt ins Blickfeld kamen. Nach Gerd Althoff waren es drei Befunde, die maßgeblich zu einer neuen Sichtweise auf das hochmittelalterliche Königtum beitrugen. Sie betreffen soziale Bindungen, die sogenannten „Spielregeln“ der Konfliktführung und der Konfliktbeilegung sowie den Stellenwert von Beratung. Es hat sich herausgestellt, dass soziale Bindungen verwandtschaftlicher und freundschaftlich-genossenschaftlicher Art unter den Großen nicht den Pflichten gegenüber dem König nachrangig waren. Für die ältere Forschung nahm der König noch eine Sonderstellung im Herrschaftsverband ein. Als überholt gilt damit das von Theodor Mayer gezeichnete Bild eines Personenverbandsstaates, der auf Treue und einem Gefolgschaftsgedanken gegenüber einem Führer basiert habe. Bei der Untersuchung von Konflikten innerhalb des Herrschaftsverbandes ließ sich anhand der Beschreibungen vieler Einzelfälle erkennen, dass nicht schriftlich fixierte Normen und die Institution der Vermittler ein Gegengewicht zur Königsmacht bildeten. Vermittler waren in Konflikten nicht an königliche Weisungen gebunden.
Die der Lehre vom Personenverbandsstaat zugrundeliegenden Erkenntnisse zur Bedeutung personaler Bindungen sind in der neueren Forschung ausgebaut worden, etwa in den Untersuchungen von Verena Epp zur „amicitia“ oder von Gerd Althoff zu „Gruppenbindungen“ zwischen „Verwandten, Freunden und Getreuen“. Eine Forschungslücke bleibt jedoch eine angemessene Beschreibung von Staatlichkeit im Hochmittelalter im europäischen Rahmen. Problematisch an Mayers Formel vom „Personenverbandsstaat“ erscheint heute unter anderem die Bestimmung des konkreten Ausgangspunkts der Entwicklung. Außerdem ist fraglich, ob tatsächlich von einem zeitlichen Nacheinander zweier grundsätzlich verschiedener Zustände gesprochen werden kann. Das Mayer’sche Diktum wurde von Andreas Rutz in einer 2018 veröffentlichten Studie kritisiert. Rutz spricht stattdessen von einer sowohl dem Mittelalter als auch der Frühen Neuzeit bekannten „Dualität von personenbezogener und flächenmäßiger Herrschaft“. Ein radikaler Wandel von der einen zur anderen Herrschaftsform könne nicht konstatiert werden.
Die Lehre von der Rodungs- und Königsfreiheit setzte sich in der verfassungs- und sozialgeschichtlichen Forschung durch, dominierte lange und fand auch Eingang in die Landesgeschichtsforschung. Kritische Bemerkungen zur Rodungsfreiheit brachte vor allem Hans K. Schulze in einer 1974 veröffentlichten Studie vor. Er wies darauf hin, dass die Annahme einer speziellen Form von rechtsständischer Freiheit, die durch Rodung, Siedlung, Heeresdienst oder Königsdienst erworben wurde, in den Quellen keine Stütze findet. An den Rodungsvorgängen waren nach Schulzes Ergebnissen sowohl Freie als auch Unfreie beteiligt. Rodungs- und Siedlungstätigkeit veränderten den persönlichen Rechtsstand der Beteiligten nicht. Sie boten lediglich Aussicht auf wirtschaftliche Vorteile und ein besseres Besitzrecht. Der Irrtum der älteren Forschung beruht nach Wilfried Hartmann darauf, dass aus vereinzelten Angaben in einer spärlichen Quellenüberlieferung weitreichende verfassungsgeschichtliche Folgerungen abgeleitet wurden.
Bei der Erforschung der Zähringer lieferte Mayers verfassungsgeschichtlicher Zugriff unter Berücksichtigung landesgeschichtlicher Befunde den nachfolgenden Historikern Hans-Walter Klewitz und Heinrich Büttner in der zweiten Hälfte des 20. Jahrhunderts einige Anregungen. Ab den 1960er Jahren gaben Berent Schwineköper, Walter Heinemeyer und Hagen Keller der Zähringerforschung neue Impulse. Vor allem die große Zähringerausstellung im Jahr 1986 änderte durch neue Fragestellungen das Verständnis der Herzogsdynastie.

### Diskussion über Mayers Rolle im Nationalsozialismus
In den Festschriften und Nachrufen auf Theodor Mayer wurden problematische Aspekte seines Wirkens im Nationalsozialismus übergangen oder beschönigend geschildert. Josef Fleckenstein wertete in einer Danksagung an Theodor Mayer zum 85. Geburtstag zwei Bände, die im Rahmen des sogenannten „Kriegseinsatzes“ entstanden sind, als „Zeugnisse sauberer und strenger Wissenschaft“, als „eine erstaunliche Leistung mitten in den Wirren des Krieges“. Die Bände seien ein Beweis dafür, „daß es dem Herausgeber gelungen ist, sich und seine Wissenschaft von aller Parteipropaganda frei zu halten“. Die deutsche Geschichtswissenschaft befasste sich erst sehr spät mit der Rolle einiger prominenter Historiker in der NS-Zeit. Mayers NS-Vergangenheit wurde bis in die 1980er Jahre von nur wenigen Historikern thematisiert. Allerdings konstatierte der DDR-Historiker Gottfried Koch 1962, dass Mayer ebenso wie andere Historiker in der Zeit des Zweiten Weltkriegs Beiträge mit dem Ziel verfasste, „die Hitlerschen Aggressionspläne pseudohistorisch zu untermauern“.
Die kritische Auseinandersetzung mit Mayers Vergangenheit begann 1991 beim vierzigjährigen Jubiläum des Konstanzer Arbeitskreises. Johannes Fried, der damalige erste Vorsitzende, sprach in seinem Festvortrag erstmals die braune Vergangenheit des Vereins und seines Gründers an. Fried führte aus, dass Mayer den drängenden Fragen ausgewichen sei, „sowohl jener nach dem politischen Versagen auch der Geschichtswissenschaft im «Dritten Reich», die er nicht zuletzt selbst an hervorragender Stelle repräsentiert hatte, als auch jener nach der Schuldfähigkeit institutionalisierter Forschung überhaupt“. Der Umstand, dass sich die Geschichtswissenschaft erst sehr spät mit der Rolle führender Historiker im Nationalsozialismus auseinandersetzte, löste 1998 auf dem Frankfurter Historikertag heftige Debatten aus. Die stärkste Beachtung fand die Sektion „Deutsche Historiker im Nationalsozialismus“ in einer Diskussion am 10. September 1998, die von Otto Gerhard Oexle und Winfried Schulze geleitet wurde. Die Auseinandersetzung mit dieser Thematik führte in der Folgezeit zu einer Vielzahl an Publikationen. Zum fünfzigjährigen Jubiläum des Deutschen Historischen Instituts in Paris untersuchte ein Kolloquium dessen Ursprünge mit einem personengeschichtlichen Ansatz. Die Biografien der Institutsgründer und ihr Verhältnis zum Nationalsozialismus standen im Blickpunkt. Dabei wurde Theodor Mayer in den Kreis der „Gründungsväter“ erhoben. Im November 2019 veranstalteten die Monumenta Germaniae Historica und das Deutsche Historische Institut in Rom das Symposium Das Reichsinstitut für ältere deutsche Geschichtskunde 1935 bis 1945 – ein „Kriegsbeitrag der Geisteswissenschaften“?. In den 2021 veröffentlichten Vorträgen wurden unter anderem von Anne Christine Nagel („Allein unter Kollegen“ – Theodor Mayer und die MGH im Krieg) und Folker Reichert (Herr und Knecht – Theodor Mayer und Carl Erdmann) verschiedene Aspekte von Theodor Mayer untersucht.
Vorherrschend blieb in der neueren Forschung eine klare Trennung zwischen Mayers wissenschaftlichen und propagandistischen Veröffentlichungen. Eine Monographie über Theodor Mayer war lange Zeit eine Forschungslücke. Im Jahr 2016 wurde diese durch die Darstellung von Reto Heinzel geschlossen. Heinzel wertete Bestände in 33 Archiven und vor allem Mayers eigenen Nachlass sowie die Nachlässe seiner Korrespondenzpartner aus. Ziel seiner Arbeit ist es, „das Werk und die Handlungen Theodor Mayers […] in ihrer gesamten Breite“ in den Blick zu nehmen, um „die geläufige Trennung zwischen dem Wissenschaftler und der politisch denkenden Person […] zu durchbrechen“. Heinzel konnte mit zahlreichen Beispielen belegen, dass Mayer regelmäßig und bewusst die Grenze zwischen Wissenschaft und politischer Propaganda überschritt.

## Schriften (Auswahl)
Ein Schriftenverzeichnis, das allerdings nur die Veröffentlichungen bis zum Jahre 1959 umfasst, erschien in: Theodor Mayer: Mittelalterliche Studien. Gesammelte Aufsätze. Thorbecke, Lindau 1959, S. 505–507 (2., unveränderter Nachdruck. Thorbecke, Sigmaringen 1972).
Aufsatzsammlung
- Theodor Mayer: Mittelalterliche Studien. Gesammelte Aufsätze. Thorbecke, Lindau 1959.

Monographien
- Fürsten und Staat. Studien zur Verfassungsgeschichte des deutschen Mittelalters. Böhlau, Weimar 1950.
- Der Staat der Herzoge von Zähringen (= Freiburger Universitätsreden. Bd. 20). Wagner, Freiburg im Breisgau 1935. Mit Kürzungen wieder abgedruckt in: Ders.: Mittelalterliche Studien. Gesammelte Aufsätze. Thorbecke, Sigmaringen 1959, S. 350–364.
- Deutsche Wirtschaftsgeschichte der Neuzeit (= Wissenschaft und Bildung. Bd. 249). Quelle & Meyer, Leipzig 1928.
- Deutsche Wirtschaftsgeschichte des Mittelalters (= Wissenschaft und Bildung. Bd. 248). Quelle & Meyer, Leipzig 1928.
- Die Verwaltungsorganisationen Maximilians I. Ihr Ursprung und ihre Bedeutung. Wagner, Innsbruck 1920.
- Der auswärtige Handel des Herzogtums Österreich im Mittelalter (= Forschungen zur inneren Geschichte Österreichs. Bd. 6). Wagner, Innsbruck 1909.

Herausgeberschaften
- Der Vertrag von Verdun 843. 9 Aufsätze zur Begründung der europäischen Völker- und Staatenwelt. Koehler & Amelang, Leipzig 1943.
- Adel und Bauern im deutschen Staat des Mittelalters. (= Das Reich und Europa. Bd. 6). Koehler & Amelang, Leipzig 1943.